# Ysengrinia
Ysengrinia es un género de carnívoros extintos de la familia Amphicyonidae que vivió en el Mioceno. Se han encontrado fósiles en los Estados Unidos y Europa.